# توسا
توسا (به کره‌ای: 쿵푸 마스터) در زبان کره‌ای اصطلاحی خاص به معنی استاد است. در کونگ فو توسا به معلم کونگ فویی گفته می‌شود که به طور عملی، به شاگردانش می‌آموزد که چگونه بالاتر از آنچه به نظر غیرممکن می‌رسد بپرند. در فرهنگ عامهٔ کشور کره -که این اصطلاح در آنجا، به ویژه میان دوستداران ورزش‌های رزمی، رواج دارد- این واژه، نماد رهبر و پیشرویی اجتماعی-اقتصادی است که پیروان را به‌سوی پیروزی جمعی هدایت می‌کند. این واژه از نظر فرهنگی و به‌عنوان یک ضرب‌المثل در کونگ فو و اقتصاد و... بیانگر شکوفایی توانایی‌های ذاتی و بالقوه با کمک یک استاد با تکیه بر قدرت روحی است. در کره جنوبی به کیم وو چونگ، برای موفقیتهایش، چنین لقبی داده شده بود.